# 江西鳈
江西鳈（学名：Sarcocheilichthys kiangsiensis）为輻鰭魚綱鯉形目鲤科鳈属的鱼类，俗名五色鱼、火烧鱼，是中国的特有物种。分布于珠江水系的西江和北江两大支流、长江的中下游干支流及富春江水系等。该物种的模式产地在江西湖口。體長可達14.1公分。

## 扩展阅读
維基物種上的相關：江西鳈